# First Lady von Kap Verde
First Lady of Cape Verde ist der Titel der Gattin des Präsidenten von Kap Verde. Die erste First Lady war Carlina Pereira 1975. Die Position ist derzeit vakant.

## First Ladies von Kap Verde
| No. | Name                  | Porträt | Amtsantritt       | Amtszeitende      | Präsident von Kap Verde      | Anmerkungen |
| --- | --------------------- | ------- | ----------------- | ----------------- | ---------------------------- | --- |
| 1   | Carlina Pereira       |         | 8. März 1975      | 22. März 1991     | Aristides Pereira            | Unabhängigkeitsaktivistin und erste First Lady von Cape Verde.                                                                                           |
| 2   | Tuna Mascarenhas      |         | 22. März 1991     | 22. März 2001     | António Mascarenhas Monteiro | Mascarenhas arbeitete am Clinical Analysis Laboratory des Agostinho Neto Hospital und behielt die Arbeit auch während ihrer Amtszeit als First Lady bei. |
| 3   | Adélcia Barreto Pires |         | 22. März 2001     | 9. September 2001 | Pedro Pires                  | |
| 4   | Ligia Fonseca         |         | 9. September 2011 | 9. November 2021  | Jorge Carlos Fonseca         | |